# Bram Stoker Awards 1997
Der Bram Stoker Award 1997 wurde im Jahr 1998 für Literatur aus dem Vorjahr in sieben Kategorien vergeben. Bei der Verleihung werden jährlich außergewöhnliche Beiträge zur Horrorliteratur geehrt. Der Bram Stoker Award wird seit 1987 vergeben, die Gewinner werden per Wahl von den Mitgliedern der Horror Writers Association (HWA) bestimmt.
Auch 1997 wurden wie im Vorjahr wieder Preise in den etablierten sieben Kategorien einschließlich des Sachbuchs vergeben. Im Gegensatz zu den Vorjahren wurde kein Autor für mehrere Kategorien gleichzeitig nominiert.

## Gewinner und nominierte Autoren
Der Bram Stoker Award 1997 wurde im Jahr 1998 in sieben Kategorien vergeben:
| Kategorie                         | Gewinner                             | Werk                      | Weitere nominierte Autoren | Bilder der Gewinner      |
| --------------------------------- | ------------------------------------ | ------------------------- | --- | ------------------------ |
| Roman (Novel)                     | Janet Berliner, George Guthridge     | Children of the Dusk      | - Stephen Dobyns: The Church of Dead Girls - Tananarive Due: My Soul to Keep - Tim Powers: Earthquake Weather (deutsch: Dionysus erwacht und Der Fischerkönig)                                            |                          |
| Erstlingswerk (First Novel)       | Kirsten Bakis                        | Lives of the Monster Dogs | - Stephen Dedman: The Art of Arrow Cutting - Barry Hoffman: Hungry Eyes - Mary Ann Mitchell: Drawn to the Grave - Mary Murrey: The Inquisitor                                                             |                          |
| Novelle (Long Fiction)            | Joe R. Lansdale                      | The Big Blow              | - Ramsey Campbell: The Word - Stephen King: Everything's Eventual - Kim Newman: Coppola's Dracula - Douglas E. Winter: The Zombies of Madison County                                                      | Joe R. Lansdale, 2012    |
| Kurzgeschichte (Short Fiction)    | Edo van Belkom & David Nickle        | Rat Food                  | - Douglas Clegg: I Am Infinite, I Contain Multitudes - Scott Edelman: A Plague on Both Your Houses - Brian Hodge: Madame Babylon                                                                          |                          |
| Sammelband (Fiction Collection)   | Karl Edward Wagner                   | Exorcisms and Ecstasies   | - Gary A. Braunbeck: Things Left Behind - Brian McNaughton: The Throne of Bones - Lucy Taylor: Painted in Blood                                                                                           | Karl Edward Wagner, 1989 |
| Sachbuch (Nonfiction)             | Stanley Wiater                       | Dark Thoughts: On Writing | - John Clute, John Grant: The Encyclopedia of Fantasy - Marcus Hearn, Alan Barnes: The Hammer Story - Stephen Jones: Clive Barker's A-Z of Horror - Katherine Ramsland: Dean Koontz: A Writer's Biography |                          |
| Lebenswerk (Lifetime Achievement) | William Peter Blatty Jack Williamson |                           | |                          |